# 天野明
天野明（日语：／ Amano Akira，1973年6月22日—）是日本漫畫家。愛知縣出身。血型B型。代表作是已完結的《家庭教師HITMAN REBORN!》。

## 人物
- 常見的網路傳言認為天野明為女性。不過在漫畫家稻垣理一郎的日記中寫道其與天野明、久保帶人、臼田京介（日语：うすた京介）等漫畫家一起吃飯時，日記中有這麼一句描述「都是一些三十多歲的男人……」[1]，因此推斷天野明可能為男性。
- 在《Young Magazine》及《週刊少年Jump》的「作者的話」中幾乎都是討論風物詩、昆蟲、食物等話題，很少提到自己。特徵是在會話中放入擬聲詞。飼養貓。
- 和連載漫畫家多有交流。不過始終沒有出現在讀者面前。
- 在工作室裡天野明自己是最愛講話的，屬於話匣子一開就停不下來的類型，甚至會在半夜四點的工作室裡突然就開始了助手的人生諮詢。為了提醒自己不要那麼愛講話，在工作室裡貼著「工作中禁止聊天」的標語。
- 2002年11月，在「遊戲甲子園」企劃創意部門應募的遊戲企劃書（作品名）得獎[2]。

## 經歷

### Young Magazine時期
- 1998年獲得講談社第38回千葉徹彌賞優秀新人獎（得獎作品）。
- 1998年在《Young Magazine 赤青BUTA》連載。
- 1999年在《週刊Young Magazine》發表讀切。
- 2000年在《別冊Young Magazine》、《週刊Young Magazine》連載《搞怪兔女郎》。
- 2002年在《週刊Young Magazine》連載《MONKEY BUSINESS》。

### 週刊少年Jump時期
- 2002年以新作讀切在《週刊少年Jump》的新人漫畫家募集企劃「天下一漫畫獎」入選最終候補。
- 2003年在《赤丸JUMP》2003SPRING發表讀切；在《週刊少年Jump》51號發表讀切《家庭教師HITMAN REBORN!》。
- 2004年在《週刊少年Jump》26號開始連載《家庭教師HITMAN REBORN!》，並擔任小說《家庭教師HITMAN REBORN! 隱藏彈》的插圖。

## 作品

### 漫畫
| 標題                   | 形式 | 出版社 | 刊載雜誌                      | 連載開始           | 連載結束           | 備註                                            |
| ---------------------- | ---- | ------ | ----------------------------- | ------------------ | ------------------ | ----------------------------------------------- |
|                        | 單篇 | 講談社 | －                            | －                 | －                 | 第38回千葉徹彌賞青年部門優秀新人賞              |
|                        | 連載 | 講談社 | 《Young Magazine増刊 青BUTA》 | 1998年8月2日號     | 1999年2月2日號     |                                                 |
|                        | 單篇 | 講談社 | 《週刊Young Magazine》        | 1999年3月8日號     | 1999年3月8日號     |                                                 |
|                        | 短篇 | 講談社 | 《週刊Young Magazine》        | 1999年4月12日號    | 1999年4月19日號    |                                                 |
|                        | 連載 | 講談社 | 《週刊Young Magazine》        | 2002年3月25日號    |                    |                                                 |
| 搞怪兔女郎             | 連載 | 講談社 | 《別冊Young Magazine》        | 1999年No.6         | 2001年No.19        |                                                 |
| 搞怪兔女郎             | 連載 | 講談社 | 《週刊Young Magazine》        | 2000年10號         | 2001年15號         |                                                 |
|                        | 單篇 | 集英社 | －                            | －                 | －                 | 2002年11月期天下一漫畫賞最終候補                |
|                        | 單篇 | 集英社 | 《赤丸Jump》                  | 2003年SPRING       | 2003年SPRING       |                                                 |
| 家庭教師HITMAN REBORN! | 單篇 | 集英社 | 《週刊少年Jump》              | 2003年51號         | 2003年51號         | 《家庭教師HITMAN REBORN!導讀手冊Vongola77》收錄 |
| 家庭教師HITMAN REBORN! | 連載 | 集英社 | 《週刊少年Jump》              | 2004年26號         | 2012年50號         |                                                 |
| 怪物操縱者阿綱！       | 連載 | 集英社 | 《V Jump》                    | 2009年10月號       | 2010年5月號        | 《家庭教師HITMAN REBORN!》第42卷收錄            |
|                        | 單篇 | 集英社 | 《Miracle Jump》              | 2013年No.13        | 2013年No.13        |                                                 |
| élDLIVE宇宙警探        | 連載 | 集英社 | 《Jump Live》                 | 2013年1號          | 2014年2號          |                                                 |
| élDLIVE宇宙警探        | 連載 | 集英社 | 《少年Jump+》                 | 2014年9月22日      | 2018年11月5日      |                                                 |
|                        | 單篇 | 集英社 | 《週刊少年Jump》              | 2014年19號         | 2014年19號         |                                                 |
|                        | 單篇 | 集英社 | 《週刊少年Jump》              | 2018年36・37合併號 | 2018年36・37合併號 |                                                 |
| 鴨乃橋論的禁忌推理     | 連載 | 集英社 | 《少年Jump+》                 | 2020年10月11日     | 連載中             |                                                 |

### 小說
| 標題                                                  | 出版社     | 發行日期      | 備註     |
| ----------------------------------------------------- | ---------- | ------------- | -------- |
| 家庭教師HITMAN REBORN! 隱藏彈1 骸．幻想               | 集英社     | 2007年3月12日 | 插畫     |
| 家庭教師HITMAN REBORN! 隱藏彈2 X．炎                  | 集英社     | 2008年2月4日  | 插畫     |
| 家庭教師HITMAN REBORN! 隱藏彈3 米爾菲歐雷家族．大震撼 | 集英社     | 2009年7月3日  | 插畫     |
| 家庭教師HITMAN REBORN! 隱藏彈4 ６弔花風鈴草謝         | 集英社     | 2010年4月30日 | 插畫     |
| 家庭教師HITMAN REBORN! 隱藏彈5 西蒙料理秀！           | 集英社     | 2011年5月2日  | 插畫     |
| さよなら、シリアルキラー                              | 東京創元社 | 2019年2月18日 | 封面插畫 |

### 動畫
| 標題                  | 日期   | 備註     |
| --------------------- | ------ | -------- |
| PSYCHO-PASS 心靈判官  | 2012年 | 人物原案 |
| PSYCHO-PASS 心靈判官2 | 2014年 | 人物原案 |
| PSYCHO-PASS 心靈判官3 | 2019年 | 人物原案 |
| 異世界自殺突擊隊      | 2024年 | 人物原案 |

### 動畫電影
| 標題                       | 日期   | 備註     |
| -------------------------- | ------ | -------- |
| PSYCHO-PASS 心靈判官劇場版 | 2015年 | 人物原案 |

### 遊戲
| 標題             | 日期       | 備註                                                  |
| ---------------- | ---------- | ----------------------------------------------------- |
| ホッツン・アイス | 2002年11月 | 遊戲甲子園2002年11月應募作品月間優秀作品 企畫理念部門 |

## 助手
- 榊健滋（家庭教師HITMAN REBORN! 第1～16卷）
- KAITO（家庭教師HITMAN REBORN! 第6～18、26～39、42卷）
- 小林ツトム（家庭教師HITMAN REBORN! 第9～25、38～39卷）
- 彩崎廉（家庭教師HITMAN REBORN! 第11～16卷）
- 春日真（家庭教師HITMAN REBORN! 第12～18卷）
- 藍本松（家庭教師HITMAN REBORN! 第13～15卷）
- 満月シオン（家庭教師HITMAN REBORN! 第21～35卷）

## 外部連結
- （日語）